# 九万山冬青
九万山冬青（学名：Ilex jiuwanshanensis）是冬青科冬青属的植物，是中国的特有植物。分布在中国大陆的广西等地，多生长在山地常绿阔叶林密林中，目前已由人工引种栽培。
其种加词“jiuwanshanensis”意为“广西融水九万山的”。